# ليزلي إيرل سيمون
ليزلي إيرل سيمون (بالإنجليزية: Leslie Earl Simon)‏ هو إحصائي أمريكي، ولد في 11 أغسطس 1900، وتوفي في 28 أكتوبر 1983.